# Герасимчук Іван Миколайович
Іван Миколайович Герасимчук (1984—2023) — солдат збройних сил України, учасник російсько-української війни.

## Життєпис
Народився 7 січня 1984 року в селі Мульчиці Рівненської області. 
У 2004—2010 роках працював у цеху з ремонту арматури турбінного устаткування.
Під час повномасштабного вторгнення проходив службу у 421-у окремому стрілецькому батальйоні, 141-ї бригади.
Загинув 28 вересня 2023 року біля міста Часів Яр, деякий час вважався зниклим безвісти.

## Нагороди та вшанування
- Орден «За мужність» III ступеня[1].
- Почесний громадянин Вараської міської територіальної громади